# Dirk Schumann (Kunsthistoriker)
Dirk Schumann (geboren 1964) ist ein deutscher Kunsthistoriker und Architekturhistoriker.  

## Leben
Dirk Schumann wurde zunächst zum Vermessungsfacharbeiter ausgebildet. Er studierte Kunstgeschichte, Kulturwissenschaft sowie Ur- und Frühgeschichte an der Humboldt-Universität zu Berlin. Er arbeitet als freiberuflicher Kunsthistoriker und Bauarchäologe mit dem Schwerpunkt mittelalterliche Architektur. Schumann nimmt seit 2004  Lehraufträge an der Humboldt-Universität, der Universität Potsdam, der Universität Lüneburg und der Universität Greifswald wahr. Gemeinsam mit Ernst Badstübner ist er Herausgeber der Reihe Studien zur Backsteinarchitektur. 
Schumann ist Mitglied der Brandenburgischen Historischen Kommission und Vorstandsmitglied der Landesgeschichtlichen Vereinigung für die Mark Brandenburg.

## Schriften (Auswahl)
- Herrschaft und Architektur. Otto IV. und der Westgiebel von Chorin (= Studien zur Backsteinarchitektur. 2). Lukas, Berlin 1997, ISBN 3-931836-18-5.
- mit Ekkehard Krüger: Die Marienkirche in Beeskow. Lukas-Verlag, Berlin 1999, ISBN 3-931836-31-2.
- mit Livia Cárdenas: Das mittelalterliche Altarretabel der Moritzkirche zu Mittenwalde. In: Tatjana Bartsch, Jörg Meiner (Hrsg.): Kunst, Kontext, Geschichte. Festgabe für Hubert Faensen zum 75. Geburtstag. Lukas, Berlin 2003, ISBN 3-936872-17-1, S. 129–155.
- mit Hartmut Kühne: Die Wallfahrtskirche St. Annen in Alt Krüssow. Lukas, Berlin 2006, ISBN 3-936872-61-9.
- als Herausgeber: Sachkultur und religiöse Praxis (= Studien zur Geschichte, Kunst und Kultur der Zisterzienser. 8). Lukas, Berlin 2007, ISBN 978-3-931836-33-7.
- als Herausgeber: Brandenburgische Franziskanerklöster und norddeutsche Bettelordensbauten. Architektur – Kunst – Denkmalpflege. Lukas, Berlin 2010, ISBN 978-3-86732-037-5.
- mit Walter Ederer: Kloster Neuzelle. Deutscher Kunstverlag, Berlin u. a. 2012, ISBN 978-3-422-02208-9.
- als Herausgeber: Gransee. Eine märkische Immediatstadt im Wandel der Zeiten. Lukas, Berlin 2013, ISBN 978-3-86732-085-6.